# Campeonato Mineiro de Futebol Feminino de 2015
O Campeonato Mineiro de Futebol Feminino de 2015 foi uma competição feminina organizada pela Federação Mineira de Futebol. Disputado por oito clubes, o campeonato iniciou-se em 1.º de agosto e encerrou no dia 25 de outubro. O Ipatinga conquistou o título ao derrotar o América Mineiro nas duas partidas da decisão.

## Regulamento
Na primeira fase, os oito clubes participantes foram divididos em dois grupos com quatro equipes cada, enfrentando adversários de seus respectivos grupos em turno e returno. No final da primeira fase, os dois primeiros colocados de cada grupo classificaram para as semifinais. Após a primeira fase, os confrontos tornam-se eliminatórios em ida e volta, com o melhor clube qualificando-se.

## Semifinais
| Equipe 1   | Total | Equipe 2        | Ida | Volta |
| ---------- | ----- | --------------- | --- | ----- |
| Prointer   | 2–9   | Ipatinga        | 2–4 | 0–5   |
| Manchester | 2–5   | América Mineiro | 2–4 | 0–1   |

Jogos de ida
| 13 de setembro | Prointer             | 2 – 4     | Ipatinga                                  | Campo dos Correios, Belo Horizonte          |
| 15:00 (UTC−3)  | Ray 1' · Maninha 21' | Relatório | Tatielle 22', 55', 81' · Thais 41' (g.c.) | Árbitro: Francielly Fernanda Lima de Castro |

| 16 de setembro | Manchester            | 2 – 4     | América Mineiro | Campo do Vespasiano, Vespasiano |
| 20:00 (UTC−3)  | Dani 11' · Brenda 88' | Relatório |                 | Árbitro: Luiz Carlos Brum       |

Jogos de volta
| 20 de setembro | Ipatinga                                | 5 – 0     | Prointer | Campo do Canaã, Ipatinga            |
| 15:00 (UTC−3)  | Carmen 3', 15', 20', 57' · Tatielle 13' | Relatório |          | Árbitro: Leonardo Prado Neves Silva |

| 26 de setembro | América Mineiro | 1 – 0     | Manchester | Campo da Faculdade Universo, Belo Horizonte |
| 15:00 (UTC−3)  | Isa 90+2'       | Relatório |            | Árbitro: Michel Patrick Costa Guimarães     |

## Final
| Equipe 1 | Total | Equipe 2        | Ida | Volta |
| -------- | ----- | --------------- | --- | ----- |
| Ipatinga | –     | América Mineiro | –   | –     |

| 9 de outubro  | Ipatinga                                                                     | 3 – 2     | América Mineiro                           | Campo do Canaã, Ipatinga |
| 21:00 (UTC−3) | Lidiane Carvalho Silveira 13' · Jhenefer De Sa Silva Cruz 26' · Tatielle 81' | Relatório | Tabata Vieira 72' · Fernanda Cristina 85' | Árbitro: Wilson do Carmo |

| 25 de outubro | América Mineiro | 1 – 2     | Ipatinga                                   | Campo da Faculdade Universo, Belo Horizonte |
| 15:00 (UTC−2) | Isa 29'         | Relatório | Lidiane Carvalho Silveira 7' · Nathane 53' | Árbitro: Francielli da Costa Bento          |

## Premiação
| Campeonato Mineiro de Futebol Feminino de 2015 |
| Ipatinga                                       |
| ---------------------------------------------- |
| Ipatinga Campeão (1.º título)                  |